# Cerrito de Los Melones
La zona arqueológica del palacio del rey Nezahualcóyotl "Ahuehuetitlán" (Los Melones) toma el nombre del lugar en el que se ubica Cerrito de los Melones. Es una de las pocas evidencias exploradas de lo que fuera la gran ciudad prehispánica de Acolhuacan. En el sitio se representan las fases Coyotlatelco, Tollan, Azteca III, lo que indica una ocupación desde el año 600 hasta 1521 D.C.
Conserva uno de los numerosos edificios que formaban la ciudad de Texcoco, de la que Hernán Cortés comentó en su segunda carta de relación del 30 de octubre de 1520.
Este sitio comprende un pequeño conjunto arqueológico, en él se conserva un templo y dos basamentos mayores construidos con adobe, recubierto de mampostería y con aplanados de estuco. En estos se observa el uso de grandes bloques de piedra perfectamente labrada, elementos característicos del sistema constructivo de la región.
Se ubica en la calle Abasolo en el centro del municipio de Texcoco.
- Datos: Q2884045
- Multimedia: Los Melones / Q2884045